# ジャクソン・スミス＝インジグバ
ジャクソン・スミス＝インジグバ（Jaxon Smith-Njigba, 2002年2月14日 - ）は、アメリカ合衆国テキサス州ダラス出身のプロアメリカンフットボール選手。NFLのシアトル・シーホークスに所属している。ポジションはワイドレシーバー。兄はMLBでプレーするプロ野球選手のキャナン・スミス＝インジグバ。

## 経歴

### カレッジ
オハイオ州立大学に進学し、1年目の2020年シーズンは7試合に出場した。
2年目の2021年シーズンから先発に定着した。このシーズンに行われたローズボウルでは347レシーブ獲得ヤードを記録し、オハイオ州立大学の選手の1試合における最多レシーブ獲得ヤード記録を更新した。